# 有櫛動物
有櫛動物（ゆうしつどうぶつ、学名：Ctenophora）は、クラゲ様の動物を含む動物の分類群の1つである。クシクラゲ類とも呼ばれる。英名でコムジェリー(comb jelly)と呼ばれ、和名のクシクラゲと有櫛動物の語源。

## 概説
名前に「クラゲ」の字が付いてはいるが、クラゲ類（刺胞動物）とは別のグループの生物である。
刺胞動物が漂泳性（クラゲ型）と付着性（ポリプ型）という生活様式の異なる2つの型を持つのに対し、有櫛動物は全て前者である。二放射相称で透明な脆弱な体を持つ。雌雄同体。
全てが海に生息し、一部を除いてはプランクトン生活をする動物である。熱帯から極地地方まで、また沿岸から深海まで様々な環境に生息しており、世界で100-150種程度の現生種が知られている。

## 構造
多くのものは体に色素がなくほぼ無色透明。組織のほとんどが水分からできている点はクラゲ類と同様である。
いわゆるクラゲのような傘状ではなく、球形や楕円形に近い形のものが多い。下端に口が開く。カブトクラゲ類では口の周りの部分は袖状に広がり（袖状突起）、口はその内側に位置する。クラゲムシなどではこの部分を広げて平らになり、基盤上に吸着してはい回る。ウリクラゲ類やヘンゲクラゲなどでは体の下端に大きな口が位置する。
体の表面の周囲を放射状に取り巻いている光るスジ「櫛板列」が8列あることが特徴である。その点ではクラゲ類やイソギンチャクなどの刺胞動物、ウニ、ヒトデ類（棘皮動物）と同様に、放射相称の体を持つといえる。櫛板列には微細な繊毛が融合してできた「櫛の歯」に相当する櫛板が配列している。クシクラゲ類は、この櫛板の繊毛を波打つように順々に動かすことで、活発に移動することができる。撮影された画像では櫛板列がネオンサインのように虹色に光って見えることがあるが、これは生物発光ではなく光の反射によるもので、色は構造色である。
体は一見放射相称だが、ウリクラゲ類以外では2本の触手を持っており、触手面と咽頭面について相称であるので二放射相称とされてきた。しかし、反口極に開く排泄口はこれらの面について相称でなく、厳密には口－反口の体軸を通る任意の面に対して、180度回転相称となる
触手に多数の分枝があるものと、分枝が無いものがある。刺胞動物と違って、刺胞はなく、膠胞というものを持つ。フウセンクラゲモドキは刺胞を持つが、これは餌として食べたクラゲから取り込む、つまり盗刺胞であることが判明している。
チョウクラゲは、袖状突起を開閉させて、はばたくように泳ぐ。
浮遊するものでもっとも特殊な姿をしているのがオビクラゲである。全体が帯状に、扁平で細長い。これは、カブトクラゲのような姿が、左右にやたらと伸びたようなものである。水中で全身をゆっくりとくねらせて泳ぐことができ、長いものでは1.5mに達する。
全く異なった姿をしているのが、クラゲムシやクシヒラムシである。いずれも口の面を基質上にくっつけて平らになった姿をしており、背面からは1対の触手を伸ばしながら、はい回って生活する。コトクラゲは海底の岩などに固着性の生活をしており、上の面から触手を伸ばす。これらでは櫛板が退化する傾向があり、クラゲムシでは完全に失われている。

## 生活
大部分のものはプランクトンであり、海中を漂って生活している。多くは櫛板列によってゆっくりと泳ぐ。オビクラゲは例外的に扁平で長い体をくねらせて遊泳することができる。クラゲムシなどは這い回る生活をするが、その移動速度はごく遅く、あまり動き回らずに触手を伸ばしている。これは浮遊型のクシクラゲが咽頭を広げて基質面に張り付いた形である。これと浮遊方の中間的なのがカブトヘンゲクラゲで、咽頭面を広げて底質の上に張り付いており、刺激を受けると水中に泳ぎ出す。
触手を長く伸ばし、それに触れた微小な生物を餌にしている。しかしウリクラゲ類は、他のクシクラゲ類を丸飲みにすることが知られている。
また、生物発光をするグループとして知られる。発光物質から出される光は、櫛板の反射による光よりもずっと暗いので暗黒下でないと見えない。水中に発光物質を分泌して、捕食者への目くらましに使うという。種類によっては体全体を動かして泳ぐものもいる。

## 分類
有櫛動物は、独立の動物門として扱われることが多い。かつては、刺胞動物とともに腔腸動物として分類されてきた。
伝統的には、ウリクラゲ目のみを無触手綱とし、それ以外のすべての目を有触手綱とする分類体系が用いられてきた。これに対してOspovat (1985)は、フウセンクラゲ目とクシヒラムシ目を盲体腔類（Typhlocoela）、それ以外の目を環体腔類（Cyclocoela）に分類する体系を提唱した。しかし、2014年までの約30年間、Ospovatの分類体系はほとんど知られてこなかった。
なお、この有櫛動物は体が極めて脆弱である。採取などの際には網を使うと体が壊れてしまうため、ひしゃくのようなものを使わなければならない。また、薬品に触れると体が壊れてしまうために標本にできず、生体のスケッチに頼らざるを得ない場合がある。
伝統的な分類
- 有触手綱 Tentaculata
  - フウセンクラゲ目 Cydippida - フウセンクラゲ
  - クシヒラムシ目 Platyctenida - コトクラゲ、クラゲムシ、底生生活をするグループ。
  - オビクラゲ目 Cestida
  - カブトクラゲ目 Lobata - カブトクラゲ
  - ミナミカブトクラゲ目 Ganeshida
  - カメンクラゲ目 Thalassocalycida - カメンクラゲ
  - Cryptolobiferida 目
  - Cambojiida 目
- 無触手綱 Nuda、Atentaculata
  - ウリクラゲ目 Beroida - ウリクラゲ、他の有櫛動物、クラゲなどを食べる肉食性

ウリクラゲ目のみ触手を持たない為、ウリクラゲ目のみを無触手綱、それ以外を有触手綱と分類されているが、分子系統解析はこの2綱の分類を支持していない。

## 進化史

### 化石記録
柔らかいゼラチン質の生物であるため化石記録は非常に稀で、軟組織がよく保存される累層からしか発見されていない。これまではデボン紀のものと推定される2化石しか発見されていなかったが、1990年代半ばにバージェス頁岩などからカンブリア紀中期の3化石が発見された。この3標本は触手を欠き、現生種（8列）よりはるかに多い24-80の櫛板列を持っていた。また、現生種には見られないような内部器官も確認できる。1996年の標本の一つには、筋肉質の褶に取り巻かれた大きな口も見られる。その後の中国からの報告によると、カンブリア紀に有櫛動物はすでに広く分化していたが、櫛板列が体から突き出した翼の上についている、など様々な点で現生種と異なっていたようである。
澄江動物群の一種に、ベンド生物に似た葉状の付着生物である Stromatoveris がある。De-Gan Shu, S. C. Morris et al. によると、その体表には濾過摂食に用いる繊毛列が存在していたようである。彼らはこの種が有櫛動物に近縁であると提唱し、元は濾過摂食に使われていた繊毛が、遊泳性となったことで推進器官へと変化した、と考えている。

### 他の門との関係
他の動物門との関連は未だ明らかでない。左右相称動物の姉妹群、刺胞動物の姉妹群、刺胞動物+平板動物+左右相称動物の姉妹群、他の全ての動物門の姉妹群などの主張がある。近年のホメオボックス遺伝子に基づいた解析結果からは、刺胞動物+平板動物+左右相称動物の姉妹群か、他の全ての動物門の姉妹群であると結論された。有櫛動物と後生動物との関係を理解することは、動物の多細胞化・複雑化などの初期の進化を理解する上で非常に重要である。

### 内部系統
|  | カブトクラゲ目 Lobata           |
|  |                                 |
|  | カメンクラゲ目 Thalassocalycida |
|  |                                 |
|  | オビクラゲ目 Cestida            |
|  |                                 |

|  | フウセンクラゲモドキ科 Haeckeliidae（フウセンクラゲ目） |
|  |                                                         |
|  | ウリクラゲ目 Beroida                                    |
|  |                                                         |

|  | カブトクラゲ目 Lobata           |
|  |                                 |
|  | カメンクラゲ目 Thalassocalycida |
|  |                                 |
|  | オビクラゲ目 Cestida            |
|  |                                 |

|  | フウセンクラゲモドキ科 Haeckeliidae（フウセンクラゲ目） |
|  |                                                         |
|  | ウリクラゲ目 Beroida                                    |
|  |                                                         |

|  | カブトクラゲ目 Lobata           |
|  |                                 |
|  | カメンクラゲ目 Thalassocalycida |
|  |                                 |
|  | オビクラゲ目 Cestida            |
|  |                                 |

|  | フウセンクラゲモドキ科 Haeckeliidae（フウセンクラゲ目） |
|  |                                                         |
|  | ウリクラゲ目 Beroida                                    |
|  |                                                         |

|  | カブトクラゲ目 Lobata           |
|  |                                 |
|  | カメンクラゲ目 Thalassocalycida |
|  |                                 |
|  | オビクラゲ目 Cestida            |
|  |                                 |

|  | フウセンクラゲモドキ科 Haeckeliidae（フウセンクラゲ目） |
|  |                                                         |
|  | ウリクラゲ目 Beroida                                    |
|  |                                                         |

|  | カブトクラゲ目 Lobata           |
|  |                                 |
|  | カメンクラゲ目 Thalassocalycida |
|  |                                 |
|  | オビクラゲ目 Cestida            |
|  |                                 |

|  | フウセンクラゲモドキ科 Haeckeliidae（フウセンクラゲ目） |
|  |                                                         |
|  | ウリクラゲ目 Beroida                                    |
|  |                                                         |

|  | カブトクラゲ目 Lobata           |
|  |                                 |
|  | カメンクラゲ目 Thalassocalycida |
|  |                                 |
|  | オビクラゲ目 Cestida            |
|  |                                 |

|  | フウセンクラゲモドキ科 Haeckeliidae（フウセンクラゲ目） |
|  |                                                         |
|  | ウリクラゲ目 Beroida                                    |
|  |                                                         |

|  | カブトクラゲ目 Lobata           |
|  |                                 |
|  | カメンクラゲ目 Thalassocalycida |
|  |                                 |
|  | オビクラゲ目 Cestida            |
|  |                                 |

|  | フウセンクラゲモドキ科 Haeckeliidae（フウセンクラゲ目） |
|  |                                                         |
|  | ウリクラゲ目 Beroida                                    |
|  |                                                         |

|  | カブトクラゲ目 Lobata           |
|  |                                 |
|  | カメンクラゲ目 Thalassocalycida |
|  |                                 |
|  | オビクラゲ目 Cestida            |
|  |                                 |

|  | フウセンクラゲモドキ科 Haeckeliidae（フウセンクラゲ目） |
|  |                                                         |
|  | ウリクラゲ目 Beroida                                    |
|  |                                                         |

ウリクラゲ目を除く全ての有櫛動物はフウセンクラゲ型幼生 (cydippid-like larvae) を経て成長することから、卵型の体と1対の伸縮する触手を備えたフウセンクラゲの形態が最も祖先的なものであると考えられる。1985年のRichard Harbisonによる形態系統解析では、フウセンクラゲ目は単系統でないと結論された。この研究ではフウセンクラゲ目内の科に対して、それぞれ他の有櫛動物の目との類似性が指摘されている。また、有櫛動物の共通祖先の形態は、フウセンクラゲ型でなくウリクラゲ型であるとも結論されている。
2001年の26種を用いた分子系統解析では、やはりフウセンクラゲ目は単系統でないという結果となったが、共通祖先の形態はフウセンクラゲ型であると結論された。また、門内部での遺伝的差異が非常に小さいことも明らかになり、そのためにカブトクラゲ目・カメンクラゲ目・オビクラゲ目の関係は不明となっている。これは、現生の有櫛動物の共通祖先が出現したのは比較的最近、例えばK-T境界以降のことである、ということを示しているのかもしれない。他の門にまで解析対象を広げた場合、有櫛動物のどのクレードよりも刺胞動物の方が左右相称動物に近縁である、という結果が得られたが、まだ確定したものではない。